# G-Note Records
G-Note Records est un label discographique américain et division de G-Unit Records, basé à New York. Le label est fondé fin 2010 par 50 Cent pour des artistes pop, dance et RnB.

## Histoire
Après le succès de l'ancien label de la filiale G-Unit, G-Unit South, du G-Unit Philly et du G-Unit West, 50 Cent décide de créer une autre filiale en 2009. Contrairement aux deux autres labels subsidiaires, G-Note Records est un label basé sur le hip-hop comprenant de la musique pop, dance et RnB. Le label est fondé à la fin 2010 avec les deux premiers artistes signés, Governor et Hot Rod. La première musique officielle qui est publiée sous le label était le premier single de Hot Rod appelé Dance With Me. On croyait que 50 Cent avait l'intention de signer plus d'actes sur le label dans l'année à venir, y compris le chanteur de RnB Jovan Dais qui figurait sur la version originale de son single Baby by Me, Le chanteur zimbabwéen Gamu Nhengu et le chanteur Jeremih avec qui il a récemment travaillé sur quelques projets. Le deuxième single sorti sur le label est Here We Go Again de Governor. 
Dans une interview avec G-Unit Radio, 50 Cent explique avoir créé le label car « il y avait une lacune sur le marché, le groupe G-Unit avait un style agressif distinctif et donc tout le monde sur le style du label devait être agressif. C'est également une plate-forme pour que les artistes puissent faire tous les différents styles de musique ». Fin avril 2011, il est signalé que 50 Cent était en pourparlers avec DJ Pauly D sur la signature du label pour un contrat de trois albums. Cela est confirmé plus tard par DJ Whoo Kid dans une interview avec Shade 45,. Début décembre 2011, DJ Pauly D est officiellement signé chez G-Note Records. Lea est retirée du label début 2013.

## Artistes
Ils comprennent : DJ Pauly D (signé en 2011), Lea Sunshine (2011-2013), Hot Rod, et Governor (2009-2013).

## Discographie
| Artiste    | Détails                                     |
| ---------- | ------------------------------------------- |
| DJ Pauly D | - Titre : Sans titre - Date de sortie : TBA |